# 지토세 (방호순양함)
지토세(千歳)는 일본 제국 해군의 방호순양함으로 가사기형 방호순양함 2번함이다. 외교 문제로 미국의 유니온 철공소에 주문이 이뤄졌다.

## 개요
1897년 샌프란시스코에서 기공하여, 1899년 3월 1일에 준공했으며, 이등순양함으로 분류되었다. 같은 달 21일 일본으로 회항하여, 4월 20일 요코스카 항에 도착했다.
의화단의 난 때에는 1900년 7월부터 다음 해 9월까지 다구(大沽), 즈푸(芝罘) 방면에 출동했다. 러일 전쟁 때에는 쓰시마 해협 경계, 황해 해전, 코르사코프 해전, 쓰시마 해전 등에 참가했다.
1907년 2월부터 11월까지 미국 식민 300주년 기념 관함식(2월 28일, 햄튼로즈)에 참가 후에 유럽 각국을 순방했다.
제1차 세계 대전에서 청도 공략전에 참가했고, 이후 멕시코만 연안과 남부 중국에서의 작전에 투입되었다.
1921년 9월 1일, 이등해방함으로 등급이 변경되었고, 1928년 4월 1일에 퇴역하여, 7월 26일 폐함 제1호가 되었다.
1931년 7월 19일, 도사 앞바다에서 급강하 폭격 실험함으로 격침시켜 처분되었다.

## 참고자료
- 구레시 해사역사 과학관 엮음 『일본해군함정 사진집, 순양함』 다이아몬드 사, 2005년
- 잡지 「丸」편집부 『사진 일본의 군함 제5권 중순양함Ⅰ』（光人社, 1989년） ISBN 4-7698-0455-5
- 해군역사보존회 『일본해군사』 제7권, 제9권, 제10권, 第一法規出版, 1995년
- 『관보』